# Леквио-Танаро
Леквио-Танаро (итал. Lequio Tanaro) — коммуна в Италии, располагается в регионе Пьемонт, в провинции Кунео.
Население составляет 761 человек (2008 г.), плотность населения составляет 63 чел./км². Занимает площадь 12 км². Почтовый индекс — 12060. Телефонный код — 0172.
Покровителем коммуны почитается архангел Михаил, празднование 29 сентября.

## Демография
Динамика населения:

## Администрация коммуны
- Официальный сайт: